# جلان ماسون
جلان ماسون (بالإنجليزية: Glen Mason)‏ هو لاعب كرة قدم أمريكية أمريكي، ولد في 9 أبريل 1950 في كولونيا في الولايات المتحدة.